# 1 blik
1 blik is een lied van de Nederlandse zanger Alessio. Het werd in 2022 als single uitgebracht.

## Achtergrond
1 blik is geschreven door John-Lewis Cabot, Redouane Amine en Thomas Blond en geproduceerd door Avenue. Het is een lied uit het genre nederhop. Het lied samplet het nummer One Kiss van Calvin Harris en Dua Lipa. In het lied zingt de liedverteller over liefde op het eerste gezicht. 

## Hitnoteringen
De zanger had bescheiden succes met het lied in Nederland. Het piekte op de veertigste plaats van de Single Top 100 en stond drie weken in deze hitlijst. De Top 40 werd niet bereikt; het lied bleef steken op de negentiende plaats van de Tipparade. 